# 钱法成
钱法成（1932年—）。笔名戏戈，男，浙江嵊县人，中国戏曲作家、书法家，中国戏剧家协会理事，曾任浙江省文化厅厅长，浙江省政协常务委员。